# Mike Henry
Mike Henry (Los Angeles, Califórnia, 15 de agosto de 1936 - 8 de janeiro de 2021) foi um ator norte-americano.

## Biografia
Henry foi um jogador profissional de futebol americano, e seguindo o exemplo de seu colega Chuck Connors, resolveu atuar em filmes de Hollywood. Como jogador profissional, jogou para o Pittsburgh Steelers, entre 1958 a 1961, e para o Ram de Los Angeles, entre 1962 e 1964. Durante o período de 1961 a 1964, já estava sob contrato com a Warner Brothers, e inicialmente fez vários trabalhos para a Televisão, em famosas séries como Cheyenne, e Havaí Azul, e foi um dos Nove Irmãos de Henry Fonda num filme homônimo de 1963.
Henry fez testes para ser Bruce Wayne, na série televisiva Batman, em 1966. Perdeu o papel para Adam West.
Começou a interpretar Tarzan quando o produtor Sy Weintraub andava em busca de um ator que fosse um tipo de Burt Lancaster mais jovem, para uma série que ele queria produzir sobre o Homem-Macaco. Weintraub assistiu um trabalho de Henry na TV, e logo viu que havia, encontrado de vez, o seu "Tarzan". Antes de produzir a série televisiva, Weintraub quis produzir três filmes do Homem-Macaco para o cinema estrelados por Mike, para preparar o público para a mudança.
Sy queria Henry para sua série, pois achava que ele era o Tarzan ideal, bem mais próximo das características físicas do personagem de Edgar Rice Burroughs. Henry é moreno de cabelos bem escuros, diferentemente dos demais intérpretes, como Johnny Weissmuller, Lex Barker, e Jock Mahoney, os quais eram louros, não correspondendo às descrições do escritor em relação ao seu personagem.
Mike ainda, tinha um físico mais privilegiado e um abdômem mais rígido do que o dos atores anteriores, com exceção de Gordon Scott, o qual podemos nivelá-lo com Henry em aperfeiçoamento físico para o papel, graças aos anos de dedicação ao futebol americano, e à musculação. De todos os atores que personificaram o "Rei das Selvas", Henry é o que mais se aproxima dos traços descritos por Burroughs, e o que mais se assemelha ao perfil dos desenhistas de história em quadrinhos que esboçaram Tarzan em revistas e páginas dominicais, como Russ Manning, John Celardo e Joe Schubert.
Porém, maus momentos passaria na pele do herói. Quando veio filmar no Rio de Janeiro Tarzan and the Great River, o qual contava com a participação do ator brasileiro Paulo Gracindo, Henry dava atenção a um grupo de fãs, a maioria crianças, em plena Quinta da Boa Vista, quando repentinamente, uma vaca foi solta, e começou a avançar em sua direção. O ator correu. O público carioca, que testemunhou o caso, ficou chocado e decepcionado, ao ver Tarzan fugir de uma vaca. Infelizmente, o ator ficou ridicularizado no Brasil.
No México não foi diferente. Veio a sofrer mordidas de animais. Um chimpanzé chegou a morder o seu queixo, ocasionando vinte pontos, além de envenenamento de comida e várias infecções que o impediram de trabalhar por algum tempo. Ao terminar o terceiro filme, traumatizado por todas essas experiências, desistiu de protagonizar a série de TV. Processou Wientraub por maus tratos, abuso, e péssimas condições de trabalho que prejudicaram sua saúde e bem-estar. Assim sendo, O papel do Homem-Macaco foi para Ron Ely.
Antes de realizar seu segundo filme como Tarzan, ainda contracenou com John Wayne no drama de guerra de 1967 Os Boinas Verdes/The Green Berets, interpretando um sargento durão. Depois de deixar Tarzan de lado, passou a fazer participações em cinema e televisão. Um dos papéis mais recentes de Mike foi o de Júnior, um policial retardado que persegue com o pai, também policial, Jackie Gleason o bandido, interpretado por Burt Reynolds, na comédia da série Smokey e o bandido, em 1983. Depois, deixou de trabalhar tanto no cinema como na TV.

## Filmografia Parcial
- Os Nove Irmãos/Mountain Spencer (1963)
- Tarzan e o Vale do Ouro/Tarzan and the Valley of Gold (1966)
- Tarzan e o Grande Rio/Tarzan and the Great River (1967)
- Tarzan e o Menino da Selva/Tarzan and the Jungle Boy (1968)
- Os Boinas Verdes/The Green Berets (1968)
- Mais Morto do que Vivo/More Dead Than Alive (1969)
- Rio Lobo/Rio Lobo (1970)
- Voo 502 em Perigo/Skyjacked (1972)
- No Mundo de 2020/Soylent Green(1973)
- Desta Vez te Agarro/Smokey and Bandit (1983)